# Leucophora brevis
Leucophora brevis este o specie de muște din genul Leucophora, familia Anthomyiidae. A fost descrisă pentru prima dată de Huckett în anul 1940. Conform Catalogue of Life specia Leucophora brevis nu are subspecii cunoscute.